# Миркинос
Миркинос (грч. Μύρκινος) је насељено место у општини Зиљахово у периферији Средишња Македонија, Грчка. Према попису из 2021. године било је 124 становника.
Према бугарском географу и историчару, Василу Канчову, у Миркиносу је 1900. године живело 120 Рома и 60 Грка. Током Балканских и Првог светског рата село је настрадало и део мештана је избегао, тако је после рата остао 121 житељ. После 1923. године насељено је 17 грчких избегличких породица, укупно 63 особа. На попису из 1928. године Миркинос је имао 198 становника. Село се раније звало Доксомбос.